# Chūgakusei nikki
Chūgakusei nikki (jap. 中学聖日記) – manga autorstwa Junko Kawakamiego, ukazywana na łamach magazynu „Feel Young” wydawnictwa Shōdensha od 6 czerwca 2013.
Na podstawie mangi powstała 11-odcinkowa drama, która emitowana była na antenie TBS od 9 października do 18 grudnia 2018.
W 2016 roku manga zdobyła nagrodę Anan Manga Awards.

## Fabuła
Akira Kuroiwa, uczeń trzeciej klasy gimnazjum, zakochuje się w jego nowej wychowawczyni, 25-letniej Hijiri Suenadze. Akira zmaga się z tymi uczuciami, znając różnicę wieku i fakt, że Hijiri ma już długoletniego chłopaka, z którym jest zaręczona. Akira na początku jest zniechęcony, ale sytuacja się zmienia, gdy ma 17 lat, kiedy Hijiri zerwała z narzeczonym.

## Bohaterowie

### Główni
- Akira Kuroiwa (jap. 黒岩 晶 Kuroiwa Akira) – narrator i główny bohater serii. Jako 14-letni uczeń w klasie trzeciej gimnazjum Hijiri powoli odkrywa, że jest w niej zakochany. W trzecim tomie mangi jest uczniem klasy drugiej liceum i jego uczucia do niej nie uległy zmianie.

- Hijiri Suenaga (jap. 末永 聖 Suenaga Hijiri) – nauczycielka i zarazem wychowawczyni Akiry Kuroiwy. Jej uczniowie często odnoszą się do niej po imieniu, zamiast zwracać się do niej jako nauczycielka.
- Shōtarō Kawai (jap. 川合 勝太郎 Kawai Shōtarō) – chłopak i narzeczony Hijiri, z którą chodzi na randki od czasów studiów. Oboje utrzymują obecnie relacje na odległość ze względu na pracę Shōtarō. Podczas gdy on jest w Osace, jego przełożony, Ritsu, zaczyna z nim flirtować, komplikując ich związek. Ostatecznie on i Hijiri zrywają ze sobą w czwartym tomie mangi.

### Drugoplanowi
- Runa Iwasaki (jap. 岩崎 るな Iwasaki Runa) – koleżanka i przyjaciółka Akiry, w którym jest zakochana.
- Jūnichirō Kokonoe (jap. 九重 順一郎 Kokonoe Jūnichirō) – kolega i przyjaciel Akiry. On jest klaunem klasowym i wichrzycielem.
- Ritsu Haraguchi (jap. 原口 律 Haraguchi Ritsu) – przełożony Shōtarō w pracy. Zaczyna flirtować z nim i ostatecznie zakochuje się.
- Aiko Kuroiwa (jap. 黒岩 愛子 Kuroiwa Aiko) – matka Akiry. Jako samotna matka próbuje pogodzić jego emocjonalne samopoczucie z pracą. Bardzo dobrze dogaduje się z Hijiri, dopóki się nie dowie, że Akira jest w niej zakochany.

## Manga
Pierwszy rozdział mangi został opublikowany 6 czerwca 2013 w magazynie „Feel Young”, zaś pierwszy tom typu tankōbon został wydany 8 lipca 2016. Według stanu na 8 maja 2020, wydano 6 tomów.
| Nr | Data wydania (język japoński) | ISBN (język japoński)  |
| -- | ----------------------------- | ---------------------- |
| 1  | 8 lipca 2016                  | ISBN 978-4-396-76676-4 |
| 2  | 8 sierpnia 2016               | ISBN 978-4-396-76678-8 |
| 3  | 7 października 2017           | ISBN 978-4-396-76716-7 |
| 4  | 19 lipca 2018                 | ISBN 978-4-396-76741-9 |
| 5  | 17 grudnia 2018               | ISBN 978-4-396-76754-9 |
| 6  | 8 maja 2020                   | ISBN 978-4-396-76791-4 |

## TV drama
TV drama oparta na mandze została zapowiedziana 4 lipca 2018, zaś jej premiera miała miejsce 9 października tego samego roku. Adaptacja live-action liczyła 11 odcinków, natomiast każdy z nich emitowany był w każde wtorki o 22.00 (czasu japońskiego JST) na antenie TBS. Ostatni odcinek został wyemitowany 18 grudnia. Średnia ocena oglądalności wszystkich odcinków wynosiła 6,92%. Jako muzykę przewodnią w serialu wykorzystano utwór Prologue (jap. プロローグ) wykonywany przez japońską piosenkarkę Uru, którego singiel ukazał się w sprzedaży w Japonii 30 października 2018 nakładem wytwórni Sony Music Associated Records.

### Spis odcinków
| Lp. | Tytuł odcinka | Ocena oglądalności | Premiera             |
| --- | --- | ------------------ | -------------------- |
| 1   | Kyoshi to seito... Yurusarenai kinshi no junai rabu sutōrī (教師と生徒…許されない禁断の純愛ラブストーリー)                  | 6,0%               | 9 października 2018  |
| 2   | Tomaranu koigokoro... Haran no taiikusai no maku ga aku (とまらぬ恋心…波乱の体育祭の幕が開く)                               | 6,5%               | 16 października 2018 |
| 3   | Tsui ni afuredasu omoi kyūsekkin benkyō gasshuku! (ついに溢れ出す想い急接近の勉強合宿!)                                     | 6,2%               | 23 października 2018 |
| 4   | Kyūtenkai! Hanabi taikai no yoru, unmei no haguruma ga mawari hajimeru! (急展開! 花火大会の夜、運命の歯車が回りはじめる!)   | 5,4%               | 30 października 2018 |
| 5   | Kyōshi shikkaku! Kindan no koi no daishō… Kanojo ga kudashita ketsudan wa?! (教師失格! 禁断の恋の代償…彼女が下した決断は!?) | 6,5%               | 6 listopada 2018     |
| 6   | San-nen ato... Arata na seikatsu ugoki hajimeru koi... Wasurarenai omoi (3年後…新たな生活動き始める恋...忘れられない想い)   | 7,0%               | 13 listopada 2018    |
| 7   | Tsui ni abakareru kako!? Sorezore no setsunai omoi... (ついに暴かれる過去!? それぞれの切ない思い…)                          | 6,3%               | 20 listopada 2018    |
| 8   | Sensei sayōnara... Inochikake no tōhikō! Unmei no ketsudan to kokuhaku (先生さようなら... 命懸けの逃避行! 運命の決断と告白) | 7,5%               | 27 listopada 2018    |
| 9   | Hajimete no futari dake no yoru… Mou hanasanai! (初めての2人だけの夜…もう離さない!)                                         | 7,8%               | 4 grudnia 2018       |
| 10  | Omoiau no wa tsumi!? Tachi wa dakaru haha-tachi (想い合うのは罪…!?立ちはだかる母たち)                                       | 7,3%               | 11 grudnia 2018      |
| 11  | Tsukitsuerareta kyūkoku no sentaku! Futari ga saigo ni erabu mirai (突きつけられた究極の選択! ふたりが最後に選ぶ未来)       | 9,6%               | 18 grudnia 2018      |